# Viva la Greta
Viva la Greta var en pjäs som spelades 2011 på Fredriksdalsteatern.
Pjäsen utspelar sig på Rosendals slott, Helsingborg på 1970-talet.
Pjäsen är en nyuppsättning av Rydbergs gamla pjäs Husan också, som sattes upp på Fredriksdal 1995 under hennes andra år som teaterchef.

## Rollista
- Eva Rydberg - Greta Mohlin (Grevinnan)
- Magnus Härenstam - Allan Mohlin
- Ola Forssmed - Jean Altiallo (Betjänt)
- Birgitta Rydberg - Daisy
- Toni Rhodin - Carl-Gustav Hansson (Kommunalråd)
- Karin Bergquist - Kajsa
- Kalle Rydberg - Nils Karlsson (Kommunalråd)
- Robert Rydberg - Sven
- Alexander Larsson - Åke

### Ensemble
- Mathilde S Hebrand
- Edvin Karlsson
- Aimee Wentzel
- Mattias Olofsson
- Kristin Nilsson
- Gustav Karlberg